# Game Over: Kasparov and the Machine
Game Over: Kasparov and the Machine é um filme documentário produzido pelo Canadá e pelo Reino Unido em 2003 e dirigido por Vikram Jayanti.
O filme relata a suspeita de Garry Kasparov, de ter a IBM trapaceado na partida subseguinte, após o duelo entre o campeão mundial de xadrez e o supercomputador Deep Blue, para fins de autopromoção.
O filme foi nomeado em 2003 para o prêmio da International Documentary Association.